# Церковь Рованиеми
Церковь Рованиеми (фин. Rovaniemen kirkko) — евангелическо-лютеранский храм в городе Рованиеми (Финляндия).

## История
Церковь в центре Рованиеми на 850 мест, спроектированная архитектором Бертелем Лильквистом, была построена в 1950 году . Прежнее здание церкви было разрушено в ходе Лапландской войне 16 октября 1944 года. Особенностью церкви является крест на крыше, выполненный в красном цвете. Выбор цвета вызвал широкую общественную дискуссию.
В течение 2005 года церковь Рованиеми была проведена комплексная реставрация храма. Наиболее заметным изменением было обновление медной кровли.

## Внутреннее убранство
Алтарная фреска церкви, высотой 14 метров и шириной 11 метров, была выполнена профессором Леннартом Сегерстром в 1951 году. Работа называется «Источник жизни». Проект фрески был завершён до войны, в 1936 году, и был предназначен для лютеранской церкви города Раямяки . Впоследствии художник, учитывая полное разрушение Рованиеми, собрал специально для нового храма эту фреску. По его словам:
Это сечение каждого человеческого сердца, с одной стороны которого есть желание войти в контакт с Богом и его планом, а с другой стороны пренебрегают безоружным заключением; в центре стоит Сам Христос как цена Искупления. Он размышляет об источнике жизни, нашей совести, в которой отражается чистый свет честности и любовь к самоотверженности. Все это сделано в Лапландии, потому что церковь Рованиеми является сердцем ее духа
Тема, используемая художником Антти Салменлинной при украшении церкви, — это традиционная нордско-финская повседневная жизнь. В оригинальных настенных росписях церкви библейская символическая овца была заменена оленем. В церкви присутствуют изображения евангелистов из дерева скульптора Гуннара Уотила с эмблемами и большой скульптурой на лебеде.
Орган церкви — это 45-звуковой орган, произведенный мастерской Кристенсена